# 1473
| [ Edytuj tabelę ]                          | |
| Król Polski                                | - 1447 Kazimierz IV Jagiellończyk 1492 |
| Książę Albanii                             | - 1446 Lekë Dukagjini 1481 |
| Współksiążęta Andory                       | - 1472 Pere de Cardona 1512 - 1472 Franciszek Febus 1479 |
| Król Anglii                                | - 1471 Edward IV 1483 |
| Król Aragonii i Walencji, hrabia Barcelony | - 1458 Jan II Aragoński 1479 |
| Władca Azteków                             | - 1468 Axayacatl 1481 |
| Elektor Brandenburgii                      | - 1471 Albrecht III Achilles 1486 |
| Książę Bawarii-Landshut                    | - 1450 Ludwik IX Bogaty 1479 |
| Książę Bawarii-Monachium                   | - 1460 Zygmunt 1501 - 1465 Albert IV Mądry 1503 |
| Książę Burgundii                           | - 1467 Karol Śmiały 1477 |
| Sułtan Brunei                              | - 1433 Sulaiman 1473 - 1473 Bolkiah 1521 |
| Cesarz Chin                                | - 1464 Chenghua 1487 |
| Król Cypru                                 | - 1464 Jakub II 1473 - 1473 Jakub III 1474 |
| Król Czech                                 | - 1469 Maciej Korwin 1490 |
| Król Danii                                 | - 1448 Chrystian I 1481 |
| Dalajlama                                  | - 1391 Gendun Drup 1474 |
| Władca Egiptu                              | - 1468 Ka'itbaj 1496 |
| Cesarz Etiopii                             | - 1468 Beyde Marjam I 1478 |
| Król Francji                               | - 1461 Ludwik XI 1483 |
| Hrabia Holandii                            | - 1467 Karol Śmiały 1477 |
| Władca Inków                               | - 1471 Tupac Yupanqui 1493 |
| Cesarz Japonii                             | - 1464 Go-Tsuchimikado 1500 |
| Kalif                                      | - 1455 Al-Mustandżid 1479 |
| Król Kastylii i Leónu                      | - 1454 Henryk IV 1474 |
| Patriarcha Konstantynopola                 | - 1471 Symeon I z Trapezuntu 1474 |
| Władca Korei                               | - 1469 Sŏngjong 1494 |
| Wielki książę litewski                     | - 1440 Kazimierz IV Jagiellończyk 1492 |
| Cesarz Majapahitu                          | - 1466 Suraprabhawa 1474 |
| Sułtan Maroka                              | - 1472 Muhammad asz-Szajch al-Mahdi 1505 |
| Książę Mediolanu                           | - 1466 Galeazzo Maria 1476 |
| Senior Monako                              | - 1458 Lambert Grimaldi 1494 |
| Wielki książę moskiewski                   | - 1462 Iwan III Srogi 1505 |
| Król Nawarry                               | - 1441 Jan II Aragoński 1479 |
| Król Norwegii                              | - 1450 Chrystian I 1481 |
| Sułtan Omanu                               | - 1451 Umar ibn al-Chattab 1490 |
| Elektor Palatynatu                         | - 1449 Fryderyk I 1476 |
| Papież                                     | - 1471 Sykstus IV 1484 |
| Król Portugalii                            | - 1438 Alfons V 1481 |
| Cesarz Rzymski (niemiecki)                 | - 1440 Fryderyk III Habsburg 1493 |
| Kapitanowie Regenci San Marino             | - 1472 Girolamo di Francesco Belluzzi Simone di Antonio Belluzzi 1473 - 1473 Cecco di Giovanni da Valle Serafino di Michele 1473 - 1473 Menetto di Menetto Bonelli Sabatino di Bianco 1474 |
| Elektor Saksonii                           | - 1464 Ernest Wettyn 1486 |
| Król Szkocji                               | - 1460 Jakub III 1488 |
| Król Szwecji                               | - 1471 Sten Sture Starszy 1497 |
| Król Tajlandii                             | - 1448 Borommatrailokkanat 1488 |
| Sułtan Turków                              | - 1451 Mehmed II Zdobywca 1481 |
| Doża Wenecji                               | - 1468 Mikołaj Tron 1473 - 1473 Niccolò Marcello 1474 |
| Król Węgier                                | - 1458 Maciej Korwin 1490 |
| Cesarz Wietnamu                            | - 1460 Lê Thánh Tông 1497 |
| Wielki mistrz zakonu krzyżackiego          | - 1470 Henryk Reffle von Richtenberg 1477 |

Rok 1473 / MCDLXXIII
stulecia: XIV wiek ~
XV wiek ~
XVI wiek

lata: 1463 «
1468 «
1469 «
1470 «
1471 «
1472 «
1473
» 1474
» 1475
» 1476
» 1477
» 1478
» 1483

## Wydarzenia w Polsce
- 15 maja-25 maja – w Piotrkowie obradował sejm walny[1].
- 6 czerwca – zakończyła się bitwa żorska, stoczona podczas wojny o koronę czeską.
- 6 czerwca-6 lipca – w Radomiu obradował sejm walny[1].
- Powstanie pierwszych oficyn drukarskich w Krakowie.
- W Krakowie Jan Długosz nabył dom, w którym powstała nowa Bursa Kanonistów.
- Ukazał się pierwszy druk (po łacinie) wykonany przez Kaspera Straube „Almanach na rok 1474”.
- obradował Sejm Wielkiego Księstwa Litewskiego w Wilnie[2].

## Wydarzenia na świecie
- 5 sierpnia – powstała najwcześniej datowana praca Leonarda da Vinci, w stylu olejnego malarstwa realistycznego, Rysunek krajobrazu.
- 11 sierpnia – bitwa pod Başkentem: przywódca imperium osmańskiego Mehmed II Zdobywca pokonał federację mongolskich i tureckich plemion, zwaną "Białą Owcą Turkmeńską", pod wodzą Uzun Hasan ibn ‘Ali.
- Wydano po raz pierwszy drukiem przewodnik Mirabilia (von Rottweil, Rzym).

## Urodzili się
- 19 lutego – Mikołaj Kopernik, w Toruniu przy ul. św. Anny (obecnie ul. Kopernika), astronom, lekarz, ekonomista (zm. 1543)
- 17 marca – Jakub IV, król Szkocji (zm. 1513)
- 14 sierpnia – Małgorzata Pole, hrabina Salisbury, męczennica, błogosławiona katolicka (zm. 1541)
- data dzienna nieznana:
  - Ludwika Albertoni, włoska tercjarka franciszkańska, błogosławiona katolicka (zm. 1533)

## Zmarli
- 23 lutego – Arnold, książę Geldrii (ur. 1410)
- 10 lipca – Jakub II Cypryjski, król Cypru (ur. 1440)
- 8 października – Jan Gruszczyński, prymas Polski, kanclerz wielki koronny (ur. 1405)
- 24 grudnia – Jan Kanty, polski duchowny katolicki, święty (ur. 1390)
- data dzienna nieznana:
  - Henryk Spokojny, książę Brunszwiku (ur. 1411)
  - Mikołaj Tron, doża Wenecji (ur. 1399)
  - Petrus Christus, malarz flamandzki (ur. 1410)